# Marcus Antonius Pallas (Konsul 167)
Marcus Antonius Pallas war ein im 2. Jahrhundert n. Chr. lebender römischer Politiker.
Durch ein Militärdiplom, das auf den 5. Mai 167 datiert ist, ist belegt, dass Pallas 167 zusammen mit Quintus Caecilius Dentilianus Suffektkonsul war.